# (6340) Kathmandu
(6340) Kathmandu (1993 TF2) – planetoida z pasa głównego asteroid okrążająca Słońce w ciągu 5,8 lat w średniej odległości 3,23 j.a. Odkryta 15 października 1993 roku.